# Chrysozephyrus kabrue
Chrysozephyrus kabrue is een vlinder uit de familie van de Lycaenidae. De wetenschappelijke naam van de soort is voor het eerst geldig gepubliceerd in 1915 door Tytler.